# Carter The Unstoppable Sex Machine
Carter The Unstoppable Sex Machine (häufig verkürzt als Carter USM) war eine britische Indie-Band, die 1987 vom Sänger James „Jim Bob“ Morrison und Gitarristen Les „Fruitbat“ Carter gegründet wurde. Sie wurde bekannt durch ihren Stil aus Powerpop, der Verwendung von Samplings, Basssequenzen und Drumcomputern sowie elektrischen Gitarren und wortgewaltigen, auch satirischen, Texten. Sie erreichte ihren Höhepunkt im Jahr 1992. In den folgenden Jahren nahm die Band neue Mitglieder auf und wuchs auf zeitweise sechs Mitglieder an. Sie erreichte jedoch nicht mehr ihre frühere Popularität. Die Band löste sich im Jahr 1998 nach sieben Alben auf. Von 2007 bis 2014 gab sie in der ursprünglichen Formation Konzerte.

## Der Beginn
Ursprünglich spielten Fruitbat und Jim Bob in einer Indie-Band namens Jamie Wednesday in ihrem Heimatort dem Londoner Stadtbezirk Lambeth, welche die beiden Singles Vote For Love und We Three Kings of Orient Aren't veröffentlichte. Als zu einem von der Band gebuchten Auftritt kein anderes Band-Mitglied erschien, gründeten Jim Bob und Fruitbat kurzerhand ihre eigene Band Carter USM. Der Name ist angeblich auf Fruitbats Fleiß, Begabung und Ausdauer zurückzuführen. Sie nahmen Backing-Tracks mit Schlagzeug, Synthesizer und Samples auf und kombinierten Fruitbats Gitarrenspiel mit Jim Bobs Texten. Ihre Debüt-Single A Sheltered Life wurde 1988 auf dem Label Big Cat veröffentlicht. Mit ihrer zweiten Single (Sheriff Fatman, 1989) wurde die Band erstmals wirklich wahrgenommen. Der Song handelt von einem Slumlord aus Südlondon. Darauf folgte das Album 101 Damnations, eine kritische Auseinandersetzung mit dem Leben südlich der Themse. Das Album erreichte die Spitze der UK Indie Charts.
Die Konzerte der Band waren bekannt dafür, dass die Bühne voll mit weißen Scheinwerfern ausgestattet war, die enorme Hitze produzierten und schon damit das Publikum ins Schwitzen brachten. Mit Stage diving prägte sich das Image der Band. Solche typischen Konzertszenen sind u. a. in dem Video In Bed With Carter, gedreht in der Brixton Academy, zu sehen.

## Rough Trade
1991 – nach der Unterzeichnung eines Vertrags mit Rough Trade Records – veröffentlichte Carter USM das Album 30 Something, das, unterstützt durch eine ausgedehnte Tournee, Platz acht in den offiziellen UK-Charts erreichte. Die während dieser Zeit als Merchandise-Artikel vertriebenen langärmeligen T-Shirts 30 Something prägten das Bild der britischen Indie-Generation der frühen 1990er Jahre. Eine der Singles aus dem Album, Bloodsport For All, die Rassismus und Mobbing in der britischen Armee anprangert, wurde zu Beginn des Golfkrieges veröffentlicht und konsequent von der BBC verbannt. Angespornt hiervon tourten Jim Bob und Fruitbat durch Japan, Jugoslawien und die USA (mit EMF). Des Weiteren traten sie beim Reading Festival auf.
Ihren ersten Auftritt bei Top Of The Pops hatte die Band mit der Single After the Watershed (Early Learning The Hard Way), einem Lied über Kindesmissbrauch. Dieser Song war Anlass für eine spätere juristische Auseinandersetzung mit dem Rolling-Stones-Verlag über die Verwendung der Textpassage Goodbye Ruby Tuesday im Refrain. Die Band geriet außerdem in die Schlagzeilen, als Fruitbat den TV-Moderatoren Phillip Schofield vor Millionen von Fernsehzuschauern auf der Smash Hits Poll Winners Party 1991 in Rugby-Art zu Boden warf.

## Chrysalis Records
Mit dem Niedergang des Labels Rough Trade Records suchte Carter USM nach einer neuen Plattenfirma und nahm unter Chrysalis Records die Arbeit an ihrem dritten Album auf. Das Album 1992 – The Love Album erreichte sofort Platz eins in den britischen Charts. Ebenfalls 1992 war die Band Headliner beim Glastonbury Festival. Da andere Bands vor ihnen zu lange spielten, wurde ihr Auftritt gekürzt. Darüber war die Band so sehr verärgert, dass sie Michael Eavis, den Gründer des Festivals, beleidigten. Das hatte zur Folge, dass die Band später auf Lebenszeit vom Glastonbury Festival verbannt wurde. Die Band war unglücklich und brachte ihre Wut und Zynismus auf ihrem nächsten Album Post Historic Monsters zum Ausdruck.
Im Jahr 1994 wurde mit Wez ein Schlagzeuger in die Band aufgenommen, und das neu inspirierte Trio spielte in Amerika, Japan und Europa, einschließlich eines großen Konzertes in Kroatien. Dieses wurde am 20. Mai 1994 im Dom Sportova in Zagreb aufgezeichnet und später als Video veröffentlicht. Die Aufnahme wurde auch als Bonus-Livealbum einer Teilauflage von Carter USMs fünftem Studioalbum Worry Bomb, einem Punk-Pop-Album mit euphorischen Songs wie Let’s Get Tattoos und langsamen, eindringlichen akustische Songs wie My Defeatist Attitude, beigefügt.

## Cooking Vinyl
Im Jahr 1996 trennte sich Carter USM von Chrysalis Records und wurde von Cooking Vinyl unter Vertrag genommen. Mit Salv von der Band S*M*A*S*H am Bass, Wez’ Bruder Steve an der Gitarre und Teenager Ben Lambert Keyboard wurde Carter USM zu einer sechsköpfigen Band.
Nach der Unterzeichnung bei Cooking Vinyl veröffentlichte Carter USM das Mini-Album A World Without Dave und begann ihre bisher längste UK-Tournee. Anschließend tourte die Band in Kanada und den USA. Später stellte sich heraus, dass diese Tournee ihre letzte sein sollte. Die Band beschloss ihre Auflösung kurz nach dem zehnjährigen Bandjubiläum und ihrem letzten Studioalbum I Blame The Government, veröffentlicht im Januar 1998. Im Juni und Oktober des gleichen Jahres wurden noch die Alben Live! und BBC Sessions veröffentlicht.

## Projekte nach Carter USM
Les Carter spielt bei der Band Abdoujaparov und tritt als Moderator des Radiosenders Phoenix FM in Brentwood auf.
James Morrisons Projekte umfassen die Band „Jim’s Super Stereoworld“ und mehrere Soloalben wie z. B. Angelstrike!. Des Weiteren hat er mit Goodnight, JimBob ein Buch über seine Erlebnisse aus der Zeit mit Carter USM und einen weiteren bisher nicht veröffentlichten Roman geschrieben.
EMI veröffentlichte mit Anytime Anyplace Anywhere ein Best-of-Album mit Tracks der Band aus der Anfangszeit bis zu ihrem Wechsel zu Cooking Vinyl. Dieses Album verärgert die (ehemaligen) Band-Mitglieder, da sie hierzu nicht konsultiert oder gar auf die Veröffentlichung aufmerksam gemacht wurden. Im Jahr 2004 veröffentlichte Carter zwei neue CDs: ein Live-Album von BBC-Konzerten aus den frühen 1990er Jahren sowie Brixton Mortars, eine Zusammenstellung von Tracks der letzten beiden Alben. 2006 erschien eine – diesmal von der Band autorisierte Zusammenstellung von unveröffentlichten Tracks und Raritäten namens The Good, The Bad, The Average And Unique. In Anlehnung an das frühere Album Starry Eyed And Bollock Naked, auf dessen Cover ein VW Käfer abgebildet ist, ziert dieses Mal der Käfer-Nachfolger VW New Beetle als leuchtend grünes Cabrio das Cover. Im Herbst 2007 wurde unter dem Titel You Fat Bastard eine von der Band genehmigte Zusammenstellung der besten Tracks aus den Alben während ihrer Zeit bei EMI veröffentlicht. Der Titel gibt die Rufe der Fans bei den Konzerten wieder, die aus der Zeit stammen, als der Licht- und Tontechniker Jon „Fat“ Beast die Band ansagte.

## Zusammenarbeit nach der Auflösung
In den Jahren 2001 und 2002 tourten Jim Bob und Fruitbat als Who’s The Daddy Now?. Die Bands der beiden, Jim’s Super Stereoworld und Abdoujaparov, spielten jeweils einen Auftritt mit ihren eigenen Stücken. Danach spielten sie gemeinsam Carter-USM-Songs. Bis zum Jahr 2006 war Who’s The Daddy Now? das, was einer Reunion von Carter USM am nächsten kam.
Am 4. März 2007, fast zehn Jahre nach dem letzten Bandauftritt, spielte die ursprüngliche Zwei-Mann-Besetzung von Carter USM vier Titel als Teil eines Konzerts zum Andenken an den ehemaligen Mega-City-Four-Frontmann Darren Brown, der im Dezember 2006 starb. Die Band war gebucht, um akustisch zu spielen. Carter USM überraschte jedoch das Publikum dadurch, dass sie unerwartet mit ihrem „traditionellen“ elektrischen Sound auftraten.
Im Jahr 2007 vereinigte sich Carter USM für zwei Abschiedskonzerte. Das erste Konzert, mit Sultans of Ping als Vorband, fand am 2. November 2007 in der Londoner Brixton Academy statt. Es war bereits nach fünf Tagen – mit wenig Werbung und fast ausschließlich über Mundpropaganda – ausverkauft. Dies führte dazu, dass am 20. Oktober 2007 im Glasgow Barrowlands ein weiteres Konzert angesetzt wurde, welches auch aufgezeichnet wurde und als DVD Back In Bed With Carter erhältlich ist.
Diese kurze Wiedervereinigung von Carter USM erfolgte zwanzig Jahre nach der Bandgründung und zehn Jahre nach der Auflösung. Beide Konzerte fanden mit dem Original-Duo Fruitbat und Jim Bob statt. Dabei hielten sie ihr Versprechen, „all ihre Hits und Lieblingssongs“ zu spielen, mehr oder weniger. Nach offiziellem Statement der Band soll es jedoch bei diesen kurzen Auftritten bleiben. Auf ihrer Internetseite heißt es: „We are now ready to go back to our normal day-jobs“.
Jim Bob tourte bereits im November und Dezember 2007 wieder. Er veröffentlichte das Album It’s A Humpty Dumpty Thing und kündigte Auftritte für April 2008 an.
Zwei weitere Carter-USM-Konzerte fanden daraufhin am 21. November 2008 (Birmingham Academy) und am 22. November 2008 in der 5000 Plätze fassenden Brixton Academy in London statt. Beide Konzerte waren ausverkauft, insbesondere der Auftritt in Brixton schon im Frühjahr 2008. Ihr letztes Konzert gab die Band am 22. November 2014 ebenfalls in der Brixton Academy.

## Diskografie

### Alben
| Jahr | Titel                                                               | Höchstplatzierung, Gesamtwochen, AuszeichnungChartsChartplatzierungen (Jahr, Titel, Platzierungen, Wochen, Auszeichnungen, Anmerkungen) | Anmerkungen                                                           |
| Jahr | Titel                                                               | UK | Anmerkungen                                                           |
| ---- | ------------------------------------------------------------------- | --- | --------------------------------------------------------------------- |
| 1991 | 30 Something                                                        | UK8 Gold · (13 Wo.)UK |                                                                       |
| 1991 | 101 Damnations                                                      | UK29 (6 Wo.)UK |                                                                       |
| 1992 | 1992 – The Love Album                                               | UK1 Gold · (9 Wo.)UK |                                                                       |
| 1993 | Post Historic Monsters                                              | UK5 (4 Wo.)UK |                                                                       |
| 1994 | Starry Eyed and Bollock Naked (A Collection Of B-Sides)             | UK22 (3 Wo.)UK |                                                                       |
| 1995 | Worry Bomb                                                          | UK9 (3 Wo.)UK | als Carter USM; inklusive Doma Sportova... Live At Zagreb May 20 1994 |
| 1995 | Straw Donkey... The Singles                                         | UK37 (3 Wo.)UK | als Carter USM                                                        |
| 1997 | A World Without Dave                                                | UK73 (1 Wo.)UK | als Carter USM                                                        |
| 1998 | I Blame The Government                                              | UK92 (1 Wo.)UK | als Carter USM                                                        |
| 1998 | Sessions                                                            | — | als Carter USM                                                        |
| 1999 | Live!                                                               | — | als Carter USM                                                        |
| 2005 | The Good, the Bad, the Average and Unique (A Collection of Besides) | — | als Carter USM                                                        |
| 2007 | You Fat Bastard                                                     | — | als Carter USM                                                        |

### Singles
| Jahr | Titel Album                                            | Höchstplatzierung, Gesamtwochen, AuszeichnungChartsChartplatzierungen (Jahr, Titel, Album, Platzierungen, Wochen, Auszeichnungen, Anmerkungen) | Anmerkungen |
| Jahr | Titel Album                                            | UK | Anmerkungen |
| ---- | ------------------------------------------------------ | --- | --- |
| 1989 | Sheriff Fatman 101 Damnations                          | UK23 (7 Wo.)UK | Charteinstieg 1991 |
| 1990 | Anytime Anyplace Anywhere 30 Something                 | UK83 (1 Wo.)UK | |
| 1990 | R.u.b.b.i.s.h.                                         | UK14 (5 Wo.)UK | Charteinstieg 1992; enthält ein Sample von John Peel mit den Worten „What do you think of the program so far?“                                                 |
| 1991 | Bloodsport For All 30 Something                        | UK48 (3 Wo.)UK | veröffentlicht an dem Tag, an dem der Golfkrieg begann, die Single wurde von der BBC wegen des kritischen Textes zur britischen Armee gebannt                  |
| 1991 | After The Watershed (Early learning the hard Way)      | UK11 (5 Wo.)UK | |
| 1992 | The Only Living Boy in new Cross 1992 - The Love Album | UK7 (5 Wo.)UK | |
| 1992 | Do Re Me So Far So Good 1992 - The Love Album          | UK22 (3 Wo.)UK | |
| 1992 | The Impossible Dream 1992 - The Love Album             | UK21 (3 Wo.)UK | eine Weihnachts-Cover-Version des Titels The Impossible Dream (The Quest), welcher im Original im Broadway-Musical Der Mann von La Mancha (1965) enthalten ist |
| 1993 | Lean On Me I Won’t Fall Over Post Historic Monsters    | UK16 (3 Wo.)UK | |
| 1993 | Lenny and Terence Post Historic Monsters               | UK40 (2 Wo.)UK | mit Lenny und Terence sind Lenny Kravitz und Terence Trent D’Arby gemeint                                                                                      |
| 1994 | Glam Rock Cops Starry Eyed and Bollock Naked           | UK24 (5 Wo.)UK | |
| 1994 | Let’s Get Tattoos Worry Bomb                           | UK30 (3 Wo.)UK | als Carter USM; erste Single mit Drummer (ohne Drum-Computer)                                                                                                  |
| 1995 | The Young Offender’s Mum Worry Bomb                    | UK34 (3 Wo.)UK | als Carter USM |
| 1995 | Born On The Fifth of November Straw Donkey             | UK35 (2 Wo.)UK | als Carter USM |

Weitere Singles
- 1988: A Sheltered Life (Southern Studios)